# Государственный переворот в Бурунди (1987)
Государственный переворот в 1987 года — бескровный военный переворот, который произошёл в Бурунди 3 сентября 1987 года. Президент-тутси Жан-Батист Багаза был свергнут военными во время поездки за границу. Его сменил майор-тутси Пьер Буйоя.

## Предпосылки
Жан-Батист Багаза стал президентом Бурунди после военного переворота в 1976 году, в результате которой был свергнут режим Мишеля Мичомберо. Как президент партии «Союз за национальный прогресс» (УПРОНА), он был единственным кандидатом на президентских выборах 1984 года и был переизбран с 99,6 % голосов. Во время президентства Багазы существовала напряженность между властями и населением усилилось, прежде всего из-за репрессий против Римско-католической церкви в стране, где 65 % граждан исповедовали католицизм. Позже дипломаты назвали это ключевым фактором переворота.

## Переворот и последствия
В сентябре 1987 года Багаза отправился в Квебек (Канада), на саммит франкоязычных стран. Использую данную ситуацию, армия, во главе с двоюродным братом Багасы — майором Пьером Буйоя взяла власть в свои руки. Узнав о перевороте, Багаза немедленно вернулся в Африку, но аэропорт Бужумбуры был закрыт, а в Найроби ему было отказано во въезде в Кению. После переворота Багаза бежал в Уганду, а затем в 1989 году в Ливию, где ему было предоставлено политическое убежище.
Майор Буйоя, с целью взятия под свои контроль власти в стране сформировал «Военный комитет национального спасения», приостановил действие конституции страны и 2 октября 1987 года вступил в должность президента. Буйоя, являясь католиком, заявил, что отменит меры, введенные в отношении католической церкви правительством Багазы. После президентских выборов 1993 года его сменил Мельхиор Ндадайе. Во второй раз к власти Буйоя пришел после военного переворота 1996 года, в результате которого был свергнут Сильвестр Нтибантунганья.